# Iturup
Iturup (en rus: Итуруп; en japonès: 択捉島, Etorofu-tō) és l'illa més gran de l'arxipèlag de les Kurils, amb una superfície de 3.139 km². Al seu nord-est es troba l'illa d'Urup, separada per l'estret de Vries, i al seu sud-oest l'illa de Kunaxir, separada per l'estret d'Ekaterina. Administrativament, forma part del raion de Kurilsk, a l'óblast de Sakhalín (Rússia). El centre administratiu és la ciutat de Kurilsk. El Japó reclama la sobirania d'Iturup i inclou l'illa a la subprefectura de Nemuro, dins la prefectura de Hokkaidō. L'illa hostatja el camp d'aviació militar de Burevestnik (Буревестник). El 2006 s'obrí a Iturup el complex de processament de peix més gran de Rússia.